# Église de Suodenniemi
L'église de Suodenniemi (en finnois : Suodenniemen kirkko) est une église luthérienne située à Suodenniemi dans la commune de Sastamala en Finlande.

## Description
L'église conçue par Charles Bassi est construite par Anton Wilhelm Arppe. 
À ses débuts, l'église est nommé église d'Alexandre en l'honneur de Nicolas Ier.
Carl Ludvig Engel conçoit le clocher construit en 1839.
Le retable représentant le Christ au Gethsémani est peint par Ingeborg Malmström (née Wallenius).
David Skogman (1840-1867) est inhumé dans le cimetière de l'église.